# Río Balsas
Le Río Balsas est un fleuve du Mexique.

## Géographie
Le Río Balsas prend sa source dans l'État de Puebla et se jette dans l'Océan Pacifique (720 km).  Il jalonne le fossé tectonique (fossé du Balsas (es)) marquant la séparation entre Amérique du Nord et Amérique centrale.